# 배 (해부학)
배(腹, 영어: abdomen 업도멘[*], stomach 스토머크[*]) 또는 복부 또는 복은 인간이나 동물의 몸통 앞 부분을 뜻하는 말로, 포유류에 있어서는 가슴 아래에서부터 골반 위까지의 부위이다. 복부는 복근에 둘러싸여 있으며 위, 간, 창자, 췌장, 신장과 같은 주요 내장이 자리잡고 있다. 중앙에 배꼽이 있다.
인간의 경우 복부는 흉부 횡격막의 흉부에서 골반 가장자리의 골반까지 뻗어 있다. 골반 가장자리는 요천추 관절(L5와 S1 사이의 추간판)에서 치골 결합까지 뻗어 있으며 골반 입구의 가장자리이다. 이 입구 위와 흉부 횡경막 아래의 공간을 복강이라고 한다. 복강의 경계는 앞쪽의 복벽과 뒤쪽의 복막 표면이다.
척추동물에서 복부는 앞면과 옆면은 복근으로, 뒷면은 척추의 일부로 둘러싸인 큰 체강이다. 하부 갈비뼈는 복부 및 측면 벽을 둘러쌀 수도 있다. 복강은 골반강과 연속되어 있고 그 위에 있다. 횡경막에 의해 흉강에 부착된다. 대동맥, 하대정맥, 식도와 같은 구조물이 횡경막을 통과한다. 복강과 골반강은 모두 정수리 복막으로 알려진 장막으로 둘러싸여 있다. 이 막은 장기를 감싸는 내장 복막과 연속되어 있다. 척추동물의 복부에는 소화기관, 비뇨기계, 근육계 등 여러 기관이 포함되어 있다.

## 복근

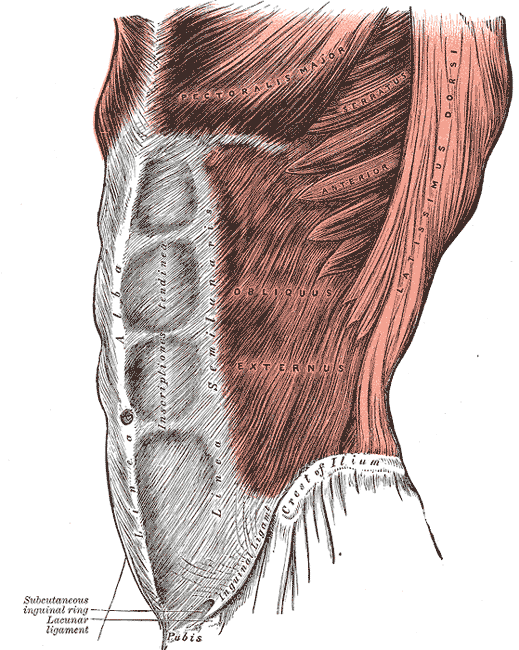
복부근육의 모습

복근은 복부 주위에 벽을 이루듯 자리잡고 있어 복근 전체를 가리킬 때 흔히 복벽이라 부르기도 한다. 배꼽을 중심으로 복부의 중심에 수직으로 발달한 복근이 직복근이다. 직복근은 배꼽 주위에 4쌍의 덩어리 모양으로 자리잡고 있다. 직복근의 수축으로 척추를 구부릴 수 있다.  직복근 보다 몸의 가장자리에 외복사근과 내복사근이 빗살무늬처럼 발달해 있다.

## 장기

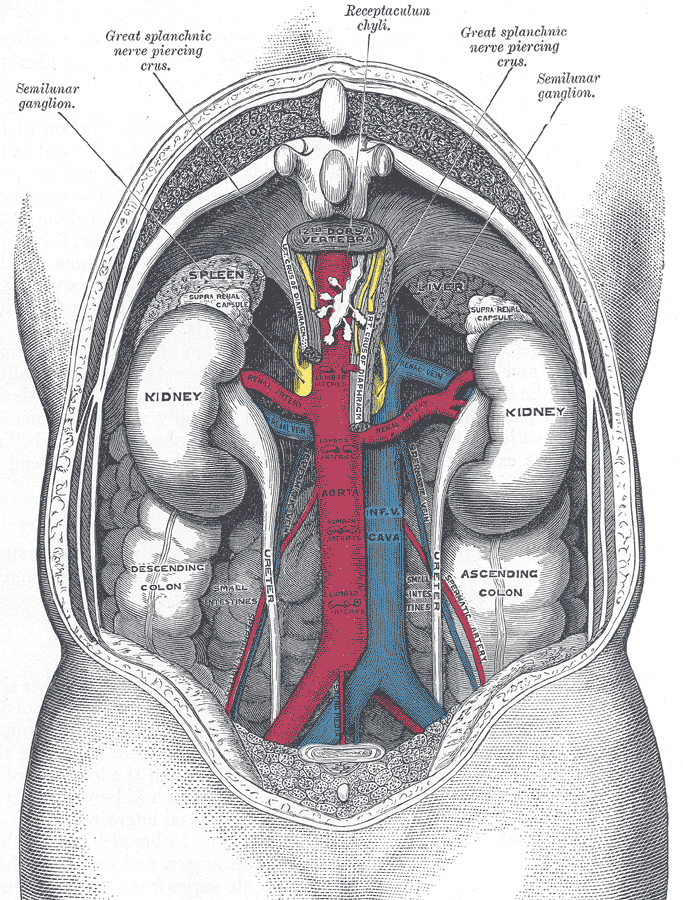
복부의 주요 장기

복부에는 주요 소화기관과 순환계의 기관 및 내분비기관이 자리잡고 있다.

### 소화기관
복부에는 다음과 같은 소화기관이 자리잡고 있다.
- 위
- 간
- 십이지장
- 작은창자
- 큰창자

### 순환체계 기관
- 신장
- 방광
- 비장

### 내분비기관
- 췌장
- 부신

## 비만
복부는 사용되지 않은 여분의 영양을 지방의 형태로 피하지방조직에 저장한다. 비만이 진행되면 복부에는 많은 지방이 쌓여 배가 볼룩 나오게 된다. 특히 복부에 지방이 많이 축적되는 비만을 복부 비만이라 한다.

## 같이 보기
- 허리
- 복막